# 獅子座6
獅子座6，又名BD+10 2014，HD 82381、SAO 117751、HR 3779，是獅子座的一颗恒星，视星等为5.07，位于銀經223.42，銀緯39.97，其B1900.0坐标为赤經9h 26m 35.9s，赤緯+10° 39.97′ 24″。